# Syngenta
Syngenta, «Сингента» — подразделение нефтехимической и агрохимической китайской компании Sinochem Holdings, один из мировых лидеров в области производства средств защиты растений и семеноводства.
Штаб-квартира находится в Базеле (Швейцария). На 2020 год 49 тысяч сотрудников компании работают в 90 странах мира. Образована в ноябре 2000 года в результате объединения агроподразделений компаний Novartis и AstraZeneca. Syngenta Group состоит из бизнес-подразделений Syngenta Crop Protection (защита растений), Syngenta Seeds (семена), Adama (решения для защиты растений) и Syngenta Group China. В соответствии с корпоративным законодательством бизнес-подразделения Syngenta Crop Protection и Syngenta Seeds объединены в Syngenta AG.
Является одним из крупнейших разработчиков и производителей семян и ГМО растений.

## История
Syngenta была основана в 2000 году путём слияния Novartis Agribusiness и Zeneca Agrochemicals. Сами эти компании были образованы гораздо раньше.
Novartis образована в 1995 году при слиянии Johann Rudolf Geigy-Gemuseus (фр.), Sandoz Laboratories и Ciba. Агроподразделение Ciba-Geigy, основанной в 1971 году, концентрировалось главным образом на средствах защиты растений, Sandoz больше на семенах.
Zeneca Agrochemicals была частью AstraZeneca, ранее Imperial Chemical Industries (ICI). ICI была основана в Великобритании в 1926 году. Двумя годами позже начал работу в Agricultural Research Station в Jealott’s Hill рядом с Bracknell.
В 2004 году Syngenta Seeds приобрела североамериканский кукурузный и соево-бобовый бизнес Advanta Group, включавший в себя ранее отдельные компании Garst Seed (англ.) и Golden Harvest Seeds (англ.).
Летом 2017 года новым владельцем Syngenta стала китайская государственная химическая корпорация ChemChina, которая купила компанию за $43 млрд.

## Собственники и руководство
По состоянию на 17 июля 2017 года 98 % компании принадлежало китайской госкорпорации China National Chemical Corporation (ChemChina).
Генеральный директор (с июня 2016 года) — Эрик Фирвальд.

## Деятельность
Главные производственные предприятия и научно-исследовательские центры находятся в Швейцарии, Великобритании, США и Китае.
Основные подразделения по состоянию на 2021 год:
- Средства защиты урожая — гербициды, фунгициды, инсектициды, защита семян, регуляторы роста растений; выручка 13,3 млрд долларов.
- Семена — семена сои и кукурузы, а также других полевых культур, овощей и цветов; выручка 3,6 млрд евро.

Регионы деятельности:
- Латинская Америка — 33 % выручки (Бразилия — 19 %);
- Европа, Ближний Восток и Африка — 27 % выручки;
- Северная Америка — 24 % выручки (США — 21 %);
- Азиатско-Тихоокеанский регион — 16 % выручки.

Ключевыми брендами «Сингенты» являются Actara, Amistar, Callisto, Cruiser, Dual Gold, Gramoxone, NK, Hilleshög, S&G, Rogers и другие.
Компания финансирует Syngenta Foundation for Sustainable Agriculture. Эта некоммерческая организация поддерживает проекты безопасного питания в ряде стран.
Основные конкуренты Syngenta: Monsanto, BASF, Bayer и DuPont.

### Syngenta в России
На территории России действует дочерняя компания Syngenta — ООО «Сингента».
В России Syngenta представлена контрактными мощностями. Кировочепецкий «Агрохимикат» занимается формуляцией средств защиты растений из исходных компонентов, а несколько российских агрохозяйств выращивают семена, которые затем подрабатываются по технологии Syngenta на партнёрских предприятиях в Воронежской области (ООО ККЗ "Золотой початок), Краснодарском крае, Карачаево-Черкесии, Северной Осетии, Белгородской области.
По состоянию на середину 2017 года Syngenta представляет в России 125 продуктов из линейки средств защиты растений и 360 гибридов семян. От общего объёма реализуемых в стране семян подсолнечника и кукурузы Syngenta на местных мощностях производится 34 % и 36 % (соответственно). Доля средств защиты растений российского производства составляет более 40 %. До 2022 года Syngenta намерена увеличить эти показатели до 70 %.
В мае 2017 года в Воронежской области Syngenta начала строительство института защиты семян стоимостью $2,5 млн. Институт планируется открыть до конца 2018 года.

## Конфликты
Весной 2017 года американские фермеры подали иск против Syngenta. Компания, начав в 2011 году продажи семян генномодифицированной кукурузы, заверила фермеров, что китайские власти в скором времени разрешат импорт кукурузы, однако китайская сторона дала разрешение лишь через 3 года. В результате, по разным оценкам, фермеры могли понести убытки до $5 млрд.

## Дочерние компании
Основные дочерние компании по состоянию на 2021 год:
- Австралия: Syngenta Australia Pty Limited
- Аргентина: Syngenta Agro S.A.
- Бангладеш: Syngenta Bangladesh Limited (60 %)
- Бразилия: Syngenta Proteção de Cultivos Ltda.; Syngenta Seeds Ltda.; Nutrade Commercial Exportadora Ltda
- Великобритания: Syngenta Limited; Syngenta UK Limited
- Венгрия: Syngenta Hungary Kft.
- Вьетнам: Syngenta Vietnam Ltd.
- Германия: Syngenta Agro GmbH
- Индия: Syngenta India Limited
- Индонезия: PT Syngenta Indonesia
- Испания: Syngenta España S.A.
- Италия: Syngenta Italia S.p.A.
- Канада: Syngenta Canada Inc.
- Китай: Syngenta (China) Investment Company Limited
- Мексика: Syngenta Agro, S.A. de C.V.
- Нидерланды: Syngenta Seeds B.V.; Syngenta Finance N.V.; Syngenta Treasury N.V.
- Пакистан: Syngenta (Pakistan) Ltd.
- Панама: Syngenta Crop Protection S.A.
- Польша: Syngenta Polska Sp.z.o.o.
- Россия: OOO «Сингента»
- Румыния: Syngenta Agro S.r.l.
- США: Syngenta Crop Protection, LLC; Syngenta Seeds, LLC; Syngenta Corporation
- Турция: Syngenta Tarim Sanayi ve Ticaret A.S.
- Украина: Syngenta Limited Liability Company
- Уругвай: Syngenta Agro Uruguay S.A.
- Франция: Syngenta France S.A.S.; Syngenta Holding France SA; MAS Seeds S.A. (40 %)
- Швейцария: Syngenta Crop Protection AG; Syngenta Crop Protection Monthey SA; Syngenta Agro AG; Syngenta Agroservices Asia AG; Syngenta Finance AG; Syngenta Participations AG; Syngenta South Asia AG; CIMO Compagnie industrielle de Monthey SA (50 %)
- Япония: Syngenta Japan K.K.